# Chazemais
Chazemais település Franciaországban, Allier megyében. Lakosainak száma 504 fő (2022. január 1.). Chazemais Audes, La Chapelaude, Courçais, Nassigny, Saint-Désiré, Vallon-en-Sully és Saint-Vitte községekkel határos.

## Népesség
A település népességének változása:
| Lakosok száma | 494  | 399  | 401  | 434  | 522  | 507  | 495  | 492  | 495  | 504  |
|               | 1968 | 1982 | 1990 | 2006 | 2013 | 2015 | 2017 | 2019 | 2020 | 2022 |